# S002
S002（えす ぜろぜろに）は、ソニー・エリクソン・モバイルコミュニケーションズ（現：ソニーモバイルコミュニケーションズ）が日本国内向けに開発した、auブランドを展開するKDDIおよび沖縄セルラー電話のCDMA 1X WIN対応携帯電話である。製造型番はSO002（えすおー ぜろぜろに）。

## 概要
ロングセラーとなったグローバルパスポートGSM対応機であるW64Sの後継モデルで女性ユーザーをターゲットとしたコンパクトな折りたたみ式の音声通話用端末。ちなみに、ワンセグチューナーを搭載した携帯電話としては世界最小を誇る。
なお、同社製のCDMA2000 1xEV-DO Rel.0、およびKCPに対応したau携帯電話としては最終機種となっており、米クアルコム社製のチップセット「MSM6550」を搭載したau携帯電話としても最後に開発された機種となっている。

## 沿革
- 2009年8月25日 - 電気通信端末機器審査協会（JATE）通過。
- 2009年10月19日 - KDDI、およびソニー・エリクソン・モバイルコミュニケーションズ（当時）より公式発表。
- 2009年10月30日 - 全国にて一斉発売。
- 2010年5月 - 関東・関西・四国・沖縄地区を除く残りの地区にて販売終了。
- 2010年6月 - 四国にて販売終了。
- 2010年8月 - 関西・沖縄地区にて販売終了。
- 2010年11月 - 関東地区にて販売終了。

## 機能・対応サービス
※ ☆印が付与されている機能・対応サービスはGSM（海外）モード時は使用不可。
| 主な対応サービス                                                                        | 主な対応サービス                 | 主な対応サービス                                                | 主な対応サービス         |
| --------------------------------------------------------------------------------------- | -------------------------------- | --------------------------------------------------------------- | ------------------------ |
| LISMO! (着うたフル) (着うたフルプラス) (LISMOビデオクリップ) (LISMO Video) (LISMO Book) | EZケータイアレンジ               | バーコードリーダー&メーカー                                     | PCサイトビューアー       |
| au BOX                                                                                  | ワイヤレスミュージック           | au Smart Sports☆ Run & Walk☆ Karada Manager☆ カロリーカウンター | EZナビウォーク☆          |
| EZ助手席ナビ☆                                                                           | 安心ナビ☆                        | 災害時ナビ                                                      | ナカチェン               |
| EZアプリ FullGame! Bluetooth対戦                                                        | EZアプリ(BREW)                   | オープンアプリプレイヤー                                        | PCドキュメントビューアー |
| アレンジメニュー                                                                        | au oneガジェット                 | じぶん銀行アプリ☆                                               | EZ・FM                   |
| EZチャンネル EZチャンネルプラス EZニュースフラッシュ EZニュースEX （Web版のみ対応）     | Touch Message                    | EZFeliCa                                                        | ケータイ de PCメール     |
| デコレーションメール                                                                    | デコレーションアニメ             | au one メール                                                   | 緊急通報位置通知☆        |
| ワンセグ☆                                                                               | グローバルパスポート (CDMA・GSM) | 赤外線通信                                                      | Bluetooth auフェムトセル |

## 注
1. ↑  2012年7月23日より利用不可
2. ↑  2010年12月現在での時点において。
3. ↑  ただしGSM(海外)モード設定時は「避難所マップ」が使用不可となる。